# Karl von Katte
Christian Karl Wilhelm von Katte, auch Friedrich Christian Karl David, (* 10. Juni 1750 in Zollchow (Jerichow II); † 24. April 1821 in Neuenklitsche) war Rittergutsbesitzer und preußischer Landrat. Er gehörte zum Adelsgeschlecht Katte.

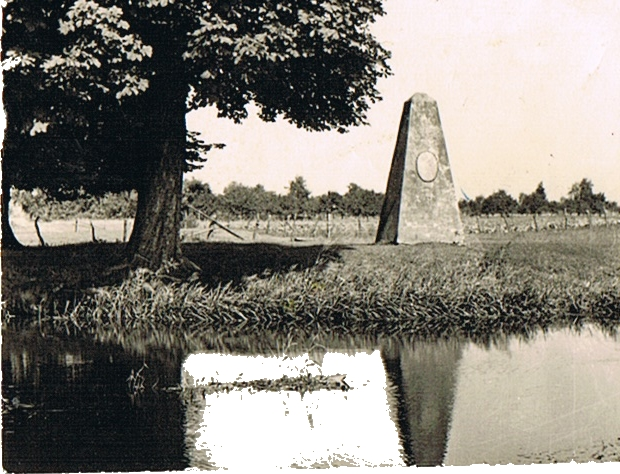
Der von Katte errichtete Obelisk trug die Inschrift: „Im Jahre 1780 ließ Friedrich der Zweite, König von Preußen, diesen Fluss verbreitern und die Brücher urbar machen. Chr. Karl Wilhelm von Katte.“

Katte, ein Onkel des Freiheitskämpfers Friedrich von Katte, war Besitzer eines Guts in Neuenklitsche. Er leitete bis 1784 die von Friedrich dem Großen 1780 angeordnete Regulierung der Stremme, einem Nebenfluss der Havel, zwischen Genthin und Milow. Die Begradigung, Verbreiterung und Vertiefung des Flusses legten mehrere Quadratkilometer Sumpfland trocken und machten sie landwirtschaftlich nutzbar. Im Zuge dieser Arbeiten legte Katte das Vorwerk Wilhelmsthal, Teil der späteren Gemeinde Klitsche, an. Ein von ihm im Jahre 1800 am linken Ufer der Stremme bei Neuenklitsche errichteter, inzwischen verschwundener Obelisk trug die Inschrift: „Im Jahre 1780 ließ Friedrich der Zweite, König von Preußen, diesen Fluss verbreitern und die Brücher urbar machen. Chr. Karl Wilhelm von Katte.“
Nach dem Wiener Kongress, als im Zuge der preußischen Staatsreform die preußische Provinz Sachsen geschaffen wurde, wurde Katte am 1. Juli 1816 erster kommissarischer Landrat des neu geschaffenen Landkreises Jerichow II. Im Jahre 1817 übernahm er endgültig dieses Amt und führte dort die preußische Verwaltungsreform ein. Er blieb bis zu seinem Tod in diesem Amt.
Katte starb am 24. April 1821 auf seinem Gut Neuenklitsche.